# Антиревизионизм (марксизм)
Антиревизиони́зм — политическое движение внутри марксизма-ленинизма, поддерживающее теоретическую и практическую линию, связанную с работами Сталина, Мао Цзэдуна и Энвера Ходжи. Является противником марксистского ревизионизма и идей Бернштейна и осуждает процесс десталинизации, начатый Хрущёвым. Последователи антиревизионизма утверждают, что при Сталине СССР представлял собой реализацию «научного социализма», задуманного Марксом и Энгельсом и претворённого в жизнь Лениным. Критики антиревизионима часто относят его к сталинизму.

## История
Антиревизионизм тесно связан с идеями марксизма-ленинизма — идеологией, основанной Сталиным в 1920-е годы за счёт синтеза теорий Маркса, Энгельса и Ленина. Именно Сталин дал определение ленинизму как «марксизму эпохи империализма и пролетарской революции» в своей книге «Основы ленинизма», и этот принцип лёг в основу марксизма-ленинизма. Также он основан на теории Маркса о том, что капитализм делит общество на два класса: буржуазия (эксплуататоры) и пролетариат (эксплуатируемые).
Собственно антиревизионизм развился в 1950-е годы на сталинской интерпретации марксизма-ленинизма, поддерживающей диктатуру пролетариата, существенные экономические изменения в краткий срок, использование идеологического манипулирования для индустриализации и коллективизации и рассмотрение компартии как центр всей системы профсоюзов и прочих трудовых объединений. С появлением Хрущёва и десталинизации появился и антиревизионизм, сформированный просталинскими марксистами-ленинцами. Его представители отвергали руководство СССР, полагая, что оно ступило на путь капитализма и империализма. Позже также появились албанские и китайские антиревизионистские движения.

### В других странах
Трудовая партия Кореи хоть и была просоветской, но также участвовала в антиревизионизме, ведя борьбу с Южной Кореей и США. Компартии Кубы и Вьетнама также получали поддержку от антиревизионистов, несмотря на просоветские настроения; в частности, Коммунистическая партия Кубы активно взаимодействовала с американской антиревизионистской партией «Чёрные пантеры».
В Китае антиревизионизм получил популярность благодаря учениям Мао, который утверждал, что мировые социалистические движения могут вступить в союз с китайскими националистическими движениями и призывал «весь мир бороться против американского империализма»; некоторые антиревизионисты даже считали маоизм высшим воплощением ленинизма. Однако после советско-китайского раскола, произошедшего в начале 1960-х годов, идеология китайского антиревизионизма сильно отклонилась от советского.
Помимо Китая, одним из основных центров антиревизионизма была Албания в годы правления Энвера Ходжи.

## Обзор
Антиревизионисты выступали против реформ, принятых такими политическими лидерами, как Хрущёв и Дэн Сяопин, называя их социал-империалистическими и капиталистическими. Они критиковали официальные компартии за отклонение ортодоксального марксизма-ленинизма и отвергали троцкизм. Одними из основных аспектов антиревизионизма была защита личности Сталина и борьба с десталинизацией. Впоследствии его идеологии стали различаться у разных стран.
На рост антиревизионизма сильно повлиял советско-китайский раскол, однако его популярность стала снижаться после смерти Мао Цзэдуна и ареста Банды четырёх.

## Последователи антиревизионизма
Ниже приведён список политиков-коммунистов, исторических и нынешних, которые определялись или самоопределялись как антиревизионисты.

### Основные
- Иосиф Сталин
- Мао Цзэдун
- Энвер Ходжа

### Прочие
- Гарри Хейвуд
- Георгий Димитров
- Абимаэль Гусман
- Прачанда
- Хо Ши Мин
- Клемент Готвальд
- Болеслав Берут
- Матьяш Ракоши
- Николае Чаушеску
- Ким Чен Ын
- Эрих Хонеккер
- Камарада Аренас
- Рамон Меркадер
- Эдуардо Артес
- Отто Варгас
- Хосе Диас
- Хорлогийн Чойбалсан
- Ким Чен Ир
- Ким Ир Сен
- Пол Пот